# ماركوس بيكر
ماركوس بيكر (بالإنجليزية: Marcus Baker)‏ هو صحفي وجغرافي أمريكي، ولد في 1849، وتوفي في 12 ديسمبر 1903.